# Be Forewarned
Be Forewarned è il terzo album in studio del gruppo musicale statunitense doom metal Pentagram, pubblicato nel 1994 dalla Peaceville Records. Fu ristampato dalla Svart Record nel 2005 in versione digipack e nel 2010 in versione doppio vinile.

## Tracce[1]
1. Live Free and Burn – 3:07 (musica: Victor Griffin, Joe Hasselvander)
2. Too Late – 4:37 (musica: Griffin)
3. Ask No More – 4:06 (musica: Bobby Liebling)
4. The World Will Love Again – 5:13 (musica: Hasselvander)
5. Vampyre Love – 3:40 (musica: Griffin)
6. Life Blood – 7:01 (musica: Griffin, Adam Forrest)
7. Wolf's Blood – 4:26 (musica: Griffin)
8. Frustration – 3:36 (musica: Liebling)
9. Bride of Evil – 4:34 (musica: Hasselvander)
10. Nightmare Gown – 2:53 (musica: Liebling)
11. Petrified – 5:53 (musica: Liebling, Hasselvander)
12. A Timeless Heart – 2:23 (musica: Liebling)
13. Be Forewarned – 7:14 (musica: Liebling)

## Formazione
- Bobby Liebling - voce
- Victor Griffin - chitarra, piano, voce in "Life Blood"
- Martin Swaney - basso
- Joe Hasselvander - batteria